# جی‌بی ایرویز
جی‌بی ایرویز (انگلیسی: GB Airways) شرکت هواپیمایی بریتانیایی است، که در سال ۱۹۳۱ تأسیس شد.